# 郭承嘏
郭 承嘏（かく しょうか、生年不詳 - 837年）は、唐代の官僚。字は復卿。本貫は華州鄭県。

## 経歴
生まれながらに常人より非常に優れ、乳児のころから筆や硯を好んだ。少年のころには、よく五経に通じた。元和4年（809年）、礼部侍郎の張弘靖にその才を知られ、進士に及第し、節度使の幕下を歴任した。のちに渭南県尉をつとめた。入朝して監察御史となり、起居舎人に転じた。母が死去すると、承嘏は辞職して喪に服し、孝行で知られた。喪が明けると、侍御史となり、職方員外郎・兵部員外郎を歴任し、兵部郎中に進んだ。大和6年（832年）、諫議大夫に任じられた。しきりに上疏して、時政の得失を述べた。文宗が鄭注を太僕寺卿とすると、承嘏はこれに反対して激しく諫めた。承嘏は本官のまま知匭使院事をつとめた。大和9年（835年）、給事中に転じた。
開成元年（836年）、承嘏は華州刺史として出向し、御史中丞を兼ねた。給事中の盧載が承嘏は宮中で封駁の職務につかせたほうがよいと勧めたので、文宗はこれを聞き入れて、承嘏は再び給事中となった。
ときに淮南諸道が連年の旱魃のため、租税が長安に届かず、唐朝の財政は困窮していた。そこで文宗は宰相たちに度支や戸部の任を与えて地方に出向させようとした。承嘏が宰相とは上に陰陽を調和させ、下に民衆を安堵させる職務で、細かい文書を見て数字をあわせるようなものではないと反対したので、文宗は聞き入れた。承嘏は刑部侍郎に転じた。開成2年（837年）2月、死去した。吏部尚書の位を追贈された。

## 家族
- 曾祖父：郭子儀
- 祖父：郭晞（太子賓客）
- 父：郭鈞[2]

## 伝記資料
- 『旧唐書』巻165 列伝第115
- 『新唐書』巻137 列伝第62